# Manuel Malbrán (hijo)
Manuel Ernesto Malbrán de la Lastra (Washington D. C., 22 de septiembre de 1912 - Buenos Aires, 18 de julio de 2005) fue un abogado, político y diplomático argentino.

## Biografía
Fue hijo del también embajador Manuel Esteban Malbrán Achával y María Luisa de la Lastra. Nació en la capital de Estados Unidos durante la labor diplomática de su padre.
Se trasladó a Buenos Aires, donde realizó su educación secundaria en el Colegio San José. Estudió abogacía en la Universidad de Buenos Aires, graduándose en julio de 1938. En 1950 se especializó en Derecho Aeronáutico en el Instituto de Derecho Aeronáutico de la Nación. Posteriormente fue profesor adjunto de Legislación Aérea en la Universidad Nacional de La Plata. También en dicha universidad y en la del Salvador, fue profesor adjunto de Derecho Internacional Privado.
También se desempeñó como abogado particular y como apoderado judicial de Obras Sanitarias de la Nación.
En agosto de 1966 fue nombrado embajador de la República Argentina en la República de Chile, ejerciendo el cargo entre septiembre del mismo año y agosto de 1969. Durante su desempeño como embajador, se llevaron a cabo negociaciones sobre el arbitraje del Reino Unido de la frontera argentino-chilena en el Canal Beagle.
En cuanto a su actividad política, fue miembro del Partido Demócrata Conservador de la ciudad de Buenos Aires, llegando a ser vicepresidente de la junta de gobierno del partido. Fue candidato a senador nacional y dos veces candidato a diputado nacional. También fue delegado del partido en el comité nacional de la Federación de Partidos de Centro.
En 1974 comenzó a colaborar escribiendo artículos y editoriales en el diario La Prensa. En 1984 se hizo miembro de la Academia Nacional de Ciencias Morales y Políticas.
Falleció en 2005 a los 92 años de edad. Sus restos descansan en el cementerio de La Recoleta.

Manuel Ernesto Malbran
( Una breve semblanza)
Manuel Ernesto Malbran nació en Washington el 22 de septiembre de 1912, por ese entonces  su padre, Manuel Esteban era Primer Secretario en la embajada Argentina en EE. UU. venía de su primer destino en Portugal ante el Rey Manuel, último reinante de los Saboya. Durante ese destino, que dio comienzo a su carrera diplomática, se casó, en la ciudad de las luces, con Maria Luisa de la Lastra, su madre, ambos de familias cordobesas.  
La primera infancia de Manuel Ernesto iba a transcurrir entre Washington, Venezuela y Méjico sucesivos destinos diplomáticos de su padre con rangos crecientes. Cosas de su madre, tuvo por niñera una institutriz francesa que le enseño a hablar en su lengua antes que en castellano, idioma  que ella no manejaba con soltura. De esa primera fonética le quedo el tipico arrastre frances de la erre que nunca perdió pese al correr de los años.
Pues bien, pasado el tiempo de mamaderas y papillas Manuel Ernesto con 7/8 años comenzó a aprender a andar a caballo en México, mas precisamente en el inmenso parque del Castillo de Chapultepec pues allí iba su padre casi todas las semanas a visitar al General Alvaro Obregón, presidente de México con quien había cultivado una fecunda  amistad y él, a su ves, con el hijo de este último de su misma edad. Los he visto en fotos cabalgando en los alrededores de la casa. 
Así y cursando los  grados inferiores llega Manuel a sus primeros 9 años. Un nuevo viaje lo esperaba. Puede que este fuera su primer desarraigo, ya vendrían otros, inevitables en la vida de los hijos de diplomáticos, pero no por ello menos dolorosos. Adiós a los lugares cotidianos, a los amigos, a los aromas domésticos. En fin, no era para tanto, estaban sus dos hermanas Maria  Celia Beatriz (Chela) y Maria Angélica (Maruca) que siempre, a esa edad, son compañía cercana. 
Cambio de país, Chile, cambio de colegio; lo inscribieron en el Andrés Bello, que vendría a ser como el Colegio Nacional Buenos Aires aquí. 
Andrés Bello fue un venezolano, hombre de amplísima y sólida cultura que la República de Chile supo atraer hacia sí y obtuvo de él ingentes frutos educativos y culturales. Fue fundador del Instituto que lleva su nombre y de la Universidad de Chile de la que fue su rector de por vida, entre otros muchos emprendimientos y aportes sobre todo en orden a los estudios de la lengua castellana.
Allí fue, entonces, donde Manuel Ernesto curso los últimos grados de la escuela primaria y el primero de la secundaria.
Su paso por el Andrés Bello le dejo, más allá de los conocimientos curriculares, dos aportes que serian relevantes en su vida: el primero una enseñanza muy clara de método de estudio del que siempre echo mano y eso se lo he visto practicar tanto en la preparación de sus clases cuanto en el estudio de las especialidades del Derecho en las que se adentro con entusiasmo y lucidez intelectual. En segundo lugar el grupo de condiscípulos entre los que tuvo algunos amigos de toda la vida (Antonio Tagle, M. Aldunate etc) Dentro del grupo de sus condiscípulos, aunque sin ser amigos, quiso la providencia que fuera vecino de  Eduardo Frei Montalba  que cuarenta años más tarde sería presidente de la hermana República de Chile para cuando Manuel fue nombrado embajador argentino ante su gobierno. Se prodigaron mutuo respeto y consideración y tuvieron, para relacionarse, la gran ventaja de haberse conocido de jóvenes y haber compartido las aulas. Esto facilito, sin duda, su gestión diplomática.
En el año 1928, tras una estancia en Chile de casi 7 años, vuelve con sus padres a Buenos Aires y termina el año en curso en el Colegio Champagnat.
A partir del arribo a Buenos Aires, ciudad que prácticamente no conocía, se va a producir un cambio muy radical en su vida; sus padres decidirán que termine su educación secundaria en el país como así también la universitaria. Era el momento de vivir en su patria y permitirse amarla. Que estudie en ella y tome contacto, conozca y se dé a conocer a su familia.   
Se instalaron en un departamento de la calle Suipacha Nº      entre Juncal y Arroyo. Tristan Malbran, su abuelo, ya había vivido sobre la calle Suipacha en un petit hotel, entre Viamonte y Tucumán. Muchos años más tarde el mismo viviría en un departamento en Suipacha Nº 1180 entre Arenales y Santa Fé  desde 1966 hasta su muerte en el año 2005. 
En plena adolescencia y habiendo sido su padre destinado como embajador en los EEUU se lo inscribe, pupilo, en el colegio San José  donde su padre había cursado la escuela primaria y secundaria. El padre dejaba a su hijo en un ámbito educativo que conocía desde niño y en la cual confiaba plenamente. Vamos a rescatar de aquí, de este paso por el San José, dos adquisiciones importantes para toda su vida, que la mejoraron y en algunos casos la embellecieron. Manuel se llevó del colegio una estricta disciplina personal que mantuvo durante toda su vida. Levantarse temprano y estudiar durante las primeras horas de la mañana. Lo hizo hasta muy entrado en años.  Se negó al tabaco y bebía alcohol muy ocasionalmente y poco.
El colegio tenía algunas materias optativas, artes plásticas, teatro, oratoria etc. Manuel eligió oratoria. Tenía un talento natural para la oratoria, tal vez algo de herencia pues su padre era considerado un elegantísimo orador. Le fue una herramienta muy útil en la vida política para arengar e intentar convencer tanto desde el encumbrado escenario, como subido al modesto banco de una plaza. 
En fin, transcurrió lo que faltaba del secundario pupilo. En sus salidas del fin de semana iba a vivir a lo de Carlos Cirio, médico aventajado profesor de la UBA, casado con Irma Teresa Malbran Arrufo, media hermana de su padre hija del segundo matrimonio de su abuelo. Allí confraterniza con sus primos, Miguel Ángel (el  Bebe) y Juan Domingo (el Bubi) e Irma Maris, un tanto menores que él. Vivian en un petit-hotel señorial en la calle Ayacucho casi esquina Las Heras.
Su madre le escribía todos los días y él bebía afecto y continencia de esas cartas que guardó celosamente toda su vida. Permaneció en lo de Cirio hasta 2º o 3er año de la facultad pues ingreso en la Facultad de Derecho de la Universidad Nacional de Buenos Aires. Por ese entonces su padre le alquiló un departamento sobre la calle Paraguay donde hoy funcionan tribunales en lo Civil y Comercial de la Capital.
Salió de la pubertad y entro en la plena juventud de la mano de Haydee Malbran Arrufo, mayor que él pero no tanto, de quien se enamoro al punto de querer casarse, proyecto que su madre con el auxilio de su padre se encargaron de demoler férreamente en razón no solo de la eventual consanguinidad sino por el hecho de que Haydee era unos cuantos años mayor. Ella se casó luego con Otto Wetzler empresario alemán. De este matrimonio nació Ricardo Wetzler Malbran, que, mucho más joven era primo de Manuel Ernesto.
A los 21 años hizo un viaje a Londres donde sus padres representaban a la Argentina y coincidió su estadía con la de la Misión Roca. De vez en cuando había veraneado en Cosquín en lo de Dehesa y esas temporadas las recordaba con alegría y afecto sobre todo por el dueño de casa, de fuerte perfil y caudillo político de la zona.  
Se graduó de abogado en junio de 1938 año en el que viajó a Italia, nuevo y último destino de su padre. 
A la vuelta ingreso como abogado “ junior ” en el Ferrocarril Pacifico con oficinas en ese tiempo en los pisos superiores de la actual galeria de ese nombre en las calles Florida y Córdoba; su primer trabajo.
Por  esos días se puso de novio con Celia Maria Pico Ramos Mejia para casarse luego en diciembre de 1941.
Celia Maria era hija de Paulino Pico y Maria Celia Ramos Mejia de las Carreras. Pico, de rancia estirpe porteña, fue Secretario General de la Presidencia de Manuel Quintana y luego Juez y Camarista en lo Civil y Comercial. Murió prematuramente.
Se casó en la Iglesia del Santísimo Sacramento sobre la calle San Martín ceremonia a la que asistió el entonces Presidente de la República, Ramón Castillo. 
Y si bien asistieron a su casamiento ilustres personajes, el conflicto bélico europeo impidió que su madre y sus hermanas pudieran concurrir ni compartir la alegría y acompañar al novio. Ello en razón del peligro que significaba para la navegación civil el cruce del atlántico en plena y trágica conflagración y obviamente, la inexistencia al momento de aviones comerciales de línea.
Su padre, a la sazón embajador argentino ante el Reino de Italia, viajó solo en un avión postal que traía el correo de la Europa en guerra.
En esta estadía le ayudó a poner su estudio jurídico, pues ya era apoderado de Obras Sanitarias de la Nación y estaba vinculado con algunas empresas .
Ese sería el último viaje del Embajador a su querida patria, cuando llegó ya se lo vio con signos de enfermedad. A su vuelta y un año después, moriría cristianamente en Turín  el 12 de noviembre de 1942 en el ejercicio de su alto cargo y asistido espiritualmente por el Rdo. Padre Serié, Superior de los Salesianos.
Como primera especialización, Manuel eligió el Derecho Aeronáutico completando su posgrado en el año 1950 en el Instituto de Derecho Aeronáutico de la Nación siendo más tarde profesor adjunto de Legislación Aérea en la Universidad Nacional de la Plata. La especialización lo llevo a congresos nacionales e internacionales  obteniendo, algunas de sus ponencias, resonancia académica a la par que fue prolífico en artículos en las diversas revistas especializadas. Fue paralelamente cultivando el Derecho Internacional Privado al que finalmente se dedico ejerciendo como profesor adjunto en la Universidad de la Plata y en la Universidad del Salvador. Fueron muy reconocidos sus ensayos sobre esta materia y  tuvieron eco  académico en el país y en el exterior siendo destinatario de distinciones nacionales e internacionales. Su intensa actividad universitaria no fue en desmedro de su desempeño profesional prioritariamente orientado hacia el derecho de familia. 
El 12 de abril de 1947 murió su madre a la que amó profundamente y por la que mantuvo un largo luto. Tras su muerte se reclino afectivamente sobre su familia política. Tenía singular afecto por su suegra y trato a sus cuñados como verdaderos hermanos, con gran generosidad, brindándoles espacio y afecto fraterno.
Cuando la “ Revolución Libertadora “ bajo la presidencia del Gral. Pedro Eugenio Aramburu, llamó a elecciones para el año 1958, Manuel Malbran se largó de lleno a la militancia política en el Partido Demócrata Conservador de la Capital Federal que  por ese tiempo presidía el abogado mendocino Oscar Vicchi y del que participaban Emilio Hardoy, Enrique Pinedo y otros muchos. Sus dotes de brillante orador los puso a prueba con singular éxito en las intensas campañas proselitistas y resuenan todavía sus palabras cuando decía “... frente a los ruidos de armas nos hemos cuadrado para decir que No ...”
Era intuitivo y tenía un raro y fino sentido político. Con poco que se le diera para el análisis predecía con justeza el éxito o fracaso de una acción o palabra en un ámbito de poder. Probablemente fuera que lo llevaba en la sangre pues tanto su padre como su abuelo transitaron desde altos cargos  por la política nacional e internacional.
Fue vicepresidente de la Junta de Gobierno del partido, candidato a  senador  nacional y dos veces candidato a diputado. Promovía, en  aquellos días, una legislación de estímulo para la pequeña y mediana empresa tal como veía y estudiaba que se implementaban en los países mas avanzados de Europa. Recién dos décadas después se legislo orgánicamente sobre P.I.M.E.S. en nuestro país. Medidas muy cacareadas y poco cumplidas.
El partido le confió, también, su representación ante el Comité Nacional de la Federación de Partidos de Centro.
Tras derrocar a Frondizi en 1962, las Fuerzas Armadas, que sostuvieron al vicepresidente José María Guido en la Presidencia de la República, le ofrecieron la Cartera de Justicia, ofrecimiento que declinó en desacuerdo con el golpe de Estado.
En agosto de 1966 Malbran fue designado como embajador argentino ante la República de Chile presentando credenciales ante la Moneda en el mes de Septiembre. Ese mismo cargo lo había desempeñado su Sr. Padre, entre los años  1921al 28. 
Chile siempre ha sido para la Argentina una de sus representaciones diplomáticas más sensibles, vitales las denominaba el embajador Carlos Muñiz  según recuerda el historiador Juan Bautista Yofre. (Misión Argentina en Chile – 1970/73- Pág. 23 y 31)
Anota Yofre, en la obra citada:
“ Otra de las informaciones que atrajeron su atención fueron las enviadas por Manuel E. Malbran, su antecesor en el cargo. Dirigente conservador de vieja cepa, fogueado en las luchas contra el régimen de Perón y ligado a las familias más tradicionales de la Argentina, Malbran era un buen amigo del Canciller Costa Méndez.
Lúcido y culto, tenía, además, la virtud de redactar personalmente sus propios informes, una cualidad poco frecuente entre los embajadores de la época.”
Malbrán presentó la renuncia en agosto de 1969 poniendo fin a su gestión y sobre ello escribió Yofre:
“Luego de tres años de gestión, la Misión de Manuel.E. Malbran llegaba a su fin. Acompañado por su esposa Celia Maria Pico Ramos Mejía, comenzó el tedioso proceso de despedirse de sus colegas, autoridades del Gobierno y amistades. Juntos habían atravesado tiempos fatigosos, sobrellevados con entereza y señorío. Sobre todo ella, que en ningún momento dejo de extrañar a una de sus cinco hijas que hubo de quedarse en Buenos Aires para completar sus estudios.  
Un informe de alguna de sus conversaciones finales en Santiago reposa en el Palacio San Martín, En ellas trata la posibilidad “ de un eventual golpe de fuerza en Chile,  susceptible de alterar el orden institucional.”
Tiempo después ocurriría, como todos sabemos, el golpe y posterior encumbramiento del General Augusto Pinochet tras el derrocamiento del gobierno de Salvador Allende.
El Presidente Frei en su calidad de Jefe de la Orden al Mérito le otorga el 22 de Septiembre la Gran Cruz, días después lo agasajo en la Moneda con un almuerzo al que asistieron todos los Ministros y algunas personalidades políticas en el que pronuncio  el discurso de despedida, lleno de inteligencia y gracia, el ex Embajador chileno en Argentina D, Sergio Gutiérrez Olivos que  publicó completo el diario “ El Mercurio” del 16 de Octubre de ese 1969.  
Decía entre otras cosas:
...“ Es nuestra fortuna, señoras y señores, rendir un homenaje esta tarde a uno de esos valiosos centinelas de esta afortunada vecindad. Como decía, el grupo no es numeroso y los nombres suelen repetirse. El padre fue Manuel Esteban Malbran el embajador en Santiago de los años 1922-28, aquel que supo conciliar el deber diplomático con el del afecto hacia el amigo caído, al acompañar a Arturo Alessandri  en el cruce de la cordillera hacia el destierro; el mismo que fundió nuestros himnos patrios en una sola oración frente a los caídos en Alpatacal.  . El hijo Manuel Ernesto, regreso hace tres años a la tierra que conoció y aprendió a querer en su adolescencia...”  
Luego exaltaba que durante el período que abarco su Misión se hubiera duplicado el intercambio comercial entre ambos países y que las dificultades se hubieran resuelto en un marco de diálogo sereno y de prudencia.
Decía para terminar: 
“ Se aleja otro miembro de la selecta legión que conocemos. Celia a cumplido a su lado. Distinguida no menos dedicada en la función como diplomática, como mujer le adorna la discreción de ese encanto que rara vez se conquista, pues mas bien es un don que se posee sin saberlo.
Perdimos a los Malbran y lo sentimos mucho. Son escasos los aptos para servir una causa que reclama los mejores”
Vuelto al llano se dedicó nuevamente a su profesión y a poner en orden sus intereses, pero tampoco le fue ajena la creciente conflictividad del problema limítrofe argentino chileno en la zona del canal de Beagle.
Su profundo conocimiento del tema dio origen a una serie de artículos periodísticos en el curso de los años 1970 a 1973 en las columnas de los diarios “La Prensa” y “La Nación” con intención de difundir periodísticamente el derecho argentino en el Canal de Beagle. Artículos que luego reuniera en un pequeño libro que dio en llamar “ LA CUESTION DEL BEAGLE “ y en cuyo prologo dijo el Dr. Isidoro Ruiz Moreno : 
“ El Dr. Manuel E. Malbran, con amplio conocimiento del asunto – puesto que fue embajador argentino en Santiago -, en una serie de artículos periodísticos dio a conocer sus conclusiones y ha demostrado en forma acabada, el derecho de la República Argentina. Con alto sentimiento patriótico publica el conjunto de sus trabajos, plenos de certeras conclusiones que destacan que el derecho argentino nunca se debió cuestionar...”
En Noviembre del año 1973 el Consejo Directivo del Instituto Argentino de Cultura Hispánica  bajo la Presidencia del Dr. Miguel Ángel Centeno lo distingue nombrándolo Miembro de Honor. 
Ya para 1974 era colaborador del diario “ La Prensa “ como articulista.  Emilio Hardoy  Director del diario lo fue introduciendo como editorialista y así su labor periodística fue tomando forma y estatura conformando su estilo.   Trascendió su orgullo y alegría cuando recibió el carné que lo acreditaba como periodista. 
En 1978 publicó “ La Crisis Contemporánea y la idea de Derecho “ (Abeledo. Perrot-Buenos Aires-1974)
La Academia Nacional de Ciencias Morales y Políticas lo eligió como miembro de número en 1984 y lo propio hizo la Real Academia de Ciencias Morales y Políticas de España admitiéndolo en la clase de Académico con certificado fechado en Madrid el 21 de junio de 1988.
El 14 de julio de 1988 tras cuarenta y siete años de matrimonio murió su esposa y fiel compañera en los avatares que inevitablemente nos ofrece la vida. Muerto su padre cuando ella apenas contaba cinco años llevaba en algún recodo del alma el peso pretérito de la orfandad. Madre ejemplar de sus seis hijos pudo partir tranquila rodeada del amoroso susurro de la oración en llanto de los suyos.   
Manuel fue afectado por un accidente bascular del cual se recuperó con una gran fuerza de voluntad a la que contribuyo grandemente la ayuda de una de sus hijas que lo estimulo y acompañó con amor y constancia. Años más tarde murió pacíficamente a los 92 años en su casa de Suipacha 1180, confortado con los sacramentos de su fe católica y  rodeado de hijas y nietos, el  dieciocho de Septiembre de 2005.   